# Acclaim Studios Cheltenham
Acclaim Studios Cheltenham var en brittisk datorspelutvecklare i Cheltenham, England, Storbritannien. Det grundades år 2000 av tidigare anställda i Psygnosis 'South West Studio. och anslöts senare av tidigare anställda från Acclaim Studios London, som stängdes strax efter att Cheltenhams studio grundades.
På grund av sitt USA-baserade moderbolag, Acclaim Studios ekonomiska problem, Acclaim Studios Cheltenham och dess systerstudio Acclaim Studios Manchester stängdes i mitten av 2004, där Acclaim slutligen förklarade konkurs 2004.